# Coptocephala maharensis
Coptocephala maharensis es un coleóptero de la familia Chrysomelidae.
Fue descrita científicamente en 1990 por Takizawa.